# Total Dhamaal
Pour plus de détails, voir Fiche technique et Distribution.
Total Dhamaal est un film d'aventure et de Comédie en langue hindi indien de 2019 réalisé et écrit par Indra Kumar. Le film est le troisième volet de la série Dhamaal et une suite autonome de Dhamaal (2007) et Double Dhamaal (2011). Il met en vedette Ajay Devgan, Anil Kapoor, Madhuri Dixit, Ritesh Deshmukh, Arshad Warsi et Jaaved Jaffrey,.
Le scénario du film est vaguement basé sur le film Vive les vacances de 2015  et certaines scènes empruntées au film Famille recomposée de 2014. Total Dhamaal est sorti le 22 février 2019 et a reçu des critiques polarisantes. Réalisé avec un budget de 90 à 100 crores , Total Dhamaal a rapporté 228,27 crores  dans le monde entier et a connu un succès commercial.
Il s'agit du dernier film sorti par Fox Star Studios avant l' acquisition de 21st Century Fox par Disney, qui a été finalisée en mars 2019.

## Synopsis
Guddu et son partenaire Johnny volent 50 crores de roupies d'argent noir au commissaire de police Shamsher Singh. Alors qu'ils tentent de s'échapper, leur associé Pintoo les trahit et s'enfuit avec de l'argent. Avinash et Bindu sont un couple en difficulté qui demande le divorce et se dispute pour garder leur enfant. Lallan et Jhingur sont des partenaires qui travaillent dans un service de pompiers où ils ne sauvent que les personnes qui les soudoient, ce qui les conduit à être licenciés après avoir provoqué un accident en sauvant des personnes d'une maison en feu. Adi et Manav trouvent un travail dans une galerie d'art où ils détruisent accidentellement toute la galerie et s'échappent avec la voiture télécommandée avancée du propriétaire. Pendant ce temps, Pintoo envisage de quitter le pays mais Guddu et Johnny le rattrapent. Alors qu'il les fuit, Pintoo monte dans un avion privé pour s'échapper mais apprend qu'au lieu du pilote, il a amené le concierge avec lui. Le concierge s'échappe avec le seul parachute et l'avion s'écrase. Par coïncidence, tout le monde arrive sur le lieu de l'accident où Pintoo révèle que l'argent est gardé dans le zoo d'Omkar par lui et leur demande de regarder sous un OK. Après avoir appris l'existence de l'argent, tout le monde décide de le récupérer pour lui-même.
La voiture de Guddu et Johnny tombe en panne et ils attendent sur la route pour trouver une autre voiture. Après en avoir trouvé un, ils rencontrent le commissaire de police qui les poursuit tous les deux jusqu'à un passage à niveau, et ils échappent presque au commissaire lorsqu'un train entre en collision avec leur voiture. Ils trouvent ensuite une voiture avancée avec un système GPS parlant le Chindi sarcastique qui les dirige vers de mauvais itinéraires et finit par conduire la voiture sur une pente raide et détruit la voiture. Finalement, ils montent dans un avion qu'ils croient destiné à un voyage de plongée, mais ils découvrent bientôt qu'il s'agit en fait d'un voyage de parachutisme et sont obligés de sauter tous les deux à contrecœur de l'avion. Avinash conduit la voiture dans la forêt en prétendant connaître un raccourci vers l'aéroport. Alors qu'ils se perdent dans la forêt, ils rencontrent un villageois local qui prétend connaître le chemin vers l'autoroute. Ils l'emmènent tous les deux avec eux et tentent de traverser un pont en bois pour atteindre l'autre côté qui s'effondre. Après avoir heureusement évité de tomber dans la falaise, ils se rendent compte que le villageois les conduisait plutôt vers un restaurant appelé Hotel Highway, ce qui conduit Avinash à le battre. Plus tard, ils tentent de traverser une rivière pour rejoindre la véritable autoroute, qui se remplit d'eau lorsque le barrage s'ouvre et ils sont emportés jusqu'au bord de la cascade. Lallan l'emmène, lui et Jhingur, à un service d'hélicoptère à proximité, où ils voyagent sur un vieil hélicoptère cassé du propriétaire qui est sur le point de s'écraser. Ils sautent de l'hélicoptère qui s'écrase et atterrissent sur un bâtiment en construction. Adi et Manav utilisent la voiture volée pour atteindre Janakpur. Cependant, Adi a un accident de voiture dans un désert après avoir été distrait par une femme attirante, puis lui et Manav se trompent accidentellement avec la télécommande, provoquant l'explosion de la voiture et ils échappent de justesse à la voiture en feu. Bientôt, ils sont attaqués par une volée de vautours et Adi se retrouve coincé dans des sables mouvants après leur avoir échappé. Manav trouve alors un serpent et Adi est obligé de l'attraper pour sortir. Quand Adi sort, il critique Manav pour ne pas avoir apporté une corde à proximité qui était utilisée pour la lessive.
Après avoir échappé d'une manière ou d'une autre à des scénarios de mort imminente, tout le monde atteint le zoo d'Omkar où ils commencent à trouver l'argent caché. Ils voient qu'un homme nommé Chinappa Swamy envisage de fermer illégalement le zoo et de le transformer en colonie d'habitation en tuant tous les animaux. Lorsque le gardien Prachi n'est pas d'accord, il l'enferme à l'intérieur de la station de contrôle. Le groupe voit alors que les hommes de Chinappa empoisonnent la nourriture des animaux pour les tuer. Lorsque Jhingur, Manav, Johnny et Bindu demandent de les sauver, le groupe décide de sauver les animaux. Guddu rencontre un lion et réussit à l'empêcher de manger le steak empoisonné. Lallan et Jhingur tentent d'empêcher un bébé gorille de manger les bananes empoisonnées, mais Lallan se fait battre par le père gorille. Lallan sauve les gorilles en les convainquant de ne pas manger les bananes. Adi et Manav tentent de sauver un bébé éléphant qui a mangé des cannes à sucre empoisonnées. Ils le sauvent mais l'éléphant vomit sur Adi et les éléphants les remercient. Avinash et Bindu tentent d'empêcher un tigre de manger le steak empoisonné, mais Bindu est poursuivie par le tigre et elle lui échappe en grimpant à un arbre. Avinash réussit alors à convaincre le tigre. Prachi est libérée lorsque son singe de compagnie, Security, ouvre la porte. Après avoir réussi à sauver les animaux, le groupe trouve l'OK et décide de partager l'argent de manière égale entre eux tous. Eux, ainsi que le commissaire, après avoir finalement retrouvé Guddu et Johnny, sont confrontés à Chinappa mais sont sauvés lorsque la sécurité pointe une arme sur le visage de Chinappa. Les animaux poursuivent alors Chinappa. Le commissaire pardonne à Guddu et Johnny lorsqu'il reçoit également une partie de l'argent. Avinash et Bindu se pardonnent et décident de vivre heureux ensemble. Guddu tombe amoureux de Prachi et Johnny lui demande s'il peut lui aussi avoir une petite amie.

## Fiche technique
- Titre original : Total Dhamaal
- Titre original en hindi : टोटल धमाल
- Langues : Hindi
- Réalisateur : Indra Kumar
- Pays de production : Inde
- Genre : Comédie
- Durée : 127 minutes
- Dates de sortie :
  - Inde : 22 février 2019
  - France : 23 décembre 2019 (en DVD)

## Distribution
- Ajay Devgn : Guddu
- Anil Kapoor : Avinash "Avi" Patel
- Madhuri Dixit : Bindu Patel
- Riteish Deshmukh : Deshbandhu "Lallan" Roy
- Arshad Warsi : Aditya "Adi" Srivastava
- Jaaved Jaffrey : Manav Srivastava
- Esha Gupta : Prachi (apparition spéciale)
- Sanjay Mishra : Johnny D'Costa
- Pitobash Tripathy : Jhingur
- Johnny Lever : pilote
- Boman Irani : Commissaire Don
- Vijay Patkar : Inspecteur Abbas
- Manoj Pahwa : Pintu Choksey
- Mahesh Manjrekar : Chinappa Swamy, un criminel qui veut fermer illégalement le zoo d'Omkar et le transformer en son conseil de logement
- Ali : le gars tamoul, "Nariyal Paani"
- Crystal le singe : Security (Monkey)
- Sudesh Lehri : Altaaf
- Niharica Raizada : Roma
- Hans Dev Sharma : l'homme qui saute d'un immeuble en feu et donne 200 000 dollars en guise de pot-de-vin pour le sauver
- Jackie Shroff : GPS (voix uniquement)
- Sonakshi Sinha (apparition spéciale dans la chanson Mungda)